# 堀秀道
堀 秀道（ほり ひでみち、1934年5月21日 - 2019年1月3日）は、日本の鉱物学者。鉱物科学研究所所長、鉱物標本商。理学博士（東北大学）。

## 人物
東京都台東区出身。中学時代より鉱物を愛好し、櫻井欽一に師事する。1952年都立上野高校卒業後、北里大学化学科助手として就職。モスクワ大学地質学部留学を経て、1970年帰国。シベリアの石油採掘事業に関わった後、1977年に株式会社鉱物科学研究所を設立。鉱物標本の販売、鑑定、研究を行う。
新鉱物の欽一石（kinichilite、1981）を発見した功績により、1986年に櫻井賞を受賞。同年にアンモニウム白榴石（ammonioleucite、1986）、翌年にはストロナルシ石（stronalsite、1987）を発見した。これらの新興物の発見により、東北大学より理学博士の学位を授与される。その後も2006年に岩代石（iwashiroite-(Y)）、2012年に田野畑石（tanohataite）を発見した。
鉱物の普及活動に情熱を傾け、1986年の鉱物同志会設立や1988年の第1回東京国際ミネラルフェアの開催に尽力した。著書『楽しい鉱物学』『楽しい鉱物図鑑』などを通じた普及活動も行い、堀が撮影した鉱物写真は日本国外で高く評価されている。また「開運!なんでも鑑定団」では石の鑑定士としても出演した。
水晶に対して深い思い入れがあることを、著書『水晶の本』で語っている。
2019年1月3日、敗血症のため死去。

## 著書
- 『楽しい鉱物学 - 基礎知識から鑑定まで』草思社、1990年
- 『楽しい鉱物図鑑』草思社、1992年
- 『楽しい鉱物図鑑2』草思社、1997年
- 編著『たのしい鉱物と宝石の博学事典』日本実業出版社、1999年
- 『宮沢賢治はなぜ石が好きになったのか』どうぶつ社、2006年　「鉱物人と文化をめぐる物語」ちくま学芸文庫、2017
- 編著『「鉱物」と「宝石」を楽しむ本』〈PHP文庫〉2009年。ISBN 978-4-569-67266-3。
- 『堀秀道の水晶の本』草思社、2010年

### 翻訳
- フェルスマン『石の思いで』理論社〈科学の仲間〉、1956年 『石の思い出』草思社、2005年
- G.A.チーホフ『宇宙にも生命は存在する - 宇宙生物学の父チーホフ自伝』学習研究社〈ガッケンブックス〉、1964年
- A.E.フェルスマン『おもしろい鉱物学 - 石に親しむ基礎知識』理論社〈少年科学文庫〉、1967年
- ヴェ・エス・バリツキー、イェ・イェ・リシツィナ『合成宝石』飯田孝一追補、新装飾、1986年